# Boku no ita jikan
Boku no ita jikan (僕のいた時間?) è una serie televisiva giapponese trasmessa dall'8 gennaio al 19 marzo 2014 sull'emittente televisiva Fuji TV.

## Trama
Takuto sta per terminare l'università e comincia a cercarsi un lavoro. Come primogenito del direttore di un ospedale tutti si aspettavano che anch'egli intraprendesse senza sforzo la professione medica, mentre le loro speranze si dovranno rivolgere sul fratellino minore Rikuto, che ancora frequenta le scuole medie.
Takuto è popolare ed ha varie amicizie femminili, anche se da nessuna di queste si fa coinvolgere eccessivamente. Un brutto giorno riceve la notizia che non gli rimane ancora molto tempo da vivere in quanto affetto da sclerosi laterale amiotrofica, una gravissima malattia neurodegenerativa progressiva del motoneurone e incurabile. A Takuto non rimane altro che cercare di vivere al meglio il tempo che gli rimane.

## Personaggi e interpreti
- Sawada Takuto, interpretato da Haruma Miura.
- Hongo Megumi, interpretata da Mikako Tabe.
- Mukai Shigeyuki, interpretato da Takumi Saitō.
- Mizushima Mamoru, interpretato da Shunsuke Kazama.
- Murayama Hina, interpretata Mizuki Yamamoto.
- Sawada Rikuto, interpretato da Shūhei Nomura.
- Sumire Kuwashima, interpretata da Minami Hamabe.
- Tanimoto, interpretato da Mitsuru Fukikoshi.
- Sawada Akio, interpretato da Mantarô Koichi.
- Hongo Shoko, interpretata da Miyoko Asada.
- Sawada Sawako, interpretata da Mieko Harada.

## Episodi
| Stagione       | Episodi | Prima TV originale | Prima TV Italia |
| -------------- | ------- | ------------------ | --------------- |
| Prima stagione | 11      | 2014               | Inedita         |